# الوزارة الكبرى (تونس)
الوزارة الكبرى: هي أسمى وزارة في الحكومات التونسية قبيل الاحتلال وخلال العهد الاستعماري، ويسمى صاحبها الوزير الأكبر ويقع تعيينه بأمر علي من الباي، وهو الذي يقيله. وقد وقع التخلي عن هذه التسمية في اللغة الفرنسية منذ عشرينات القرن العشرين وتعويضها بتسمية الوزير الأول، إلا أنها استمرت في اللغة العربية، ولم يقع استبدالها إلا بعيد الاستقلال إلى حدود عام 1957، وعوضتها تسمية الوزير الأول منذ العام 1969. كان يساعد البايات عدد من كبار المتنفذين الذين تطلق عليهم تسميات مختلفة من بينها تسمية وزير. ومن أبرزهم يوسف صاحب الطابع صاحب النفود الكبير في عهد حمودة باشا، إلا أن تسمية الوزير الأكبر لم تطلق قبل عهد أحمد باشا باي وأول من حملها رسميا هو مصطفى خزندار، أما آخر من تقلدها فالحبيب بورقيبة.، وانتهت عمليا مع إعلان الجمهورية في 25 جويلية 1957.

## قائمة
- رجب خزندار : 17..- 1782
- مصطفى خوجة : 1782-1800
- يوسف صاحب الطابع : 1800 - 1815

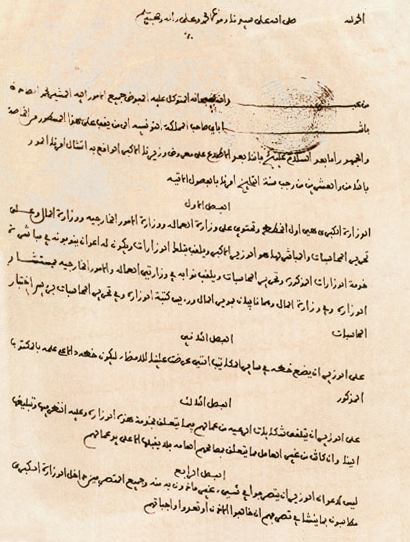
وثيقة إنشاء الوزارة الكبرى سنة 1860

- محمد العربي زروق خزندار: 1815- 1822

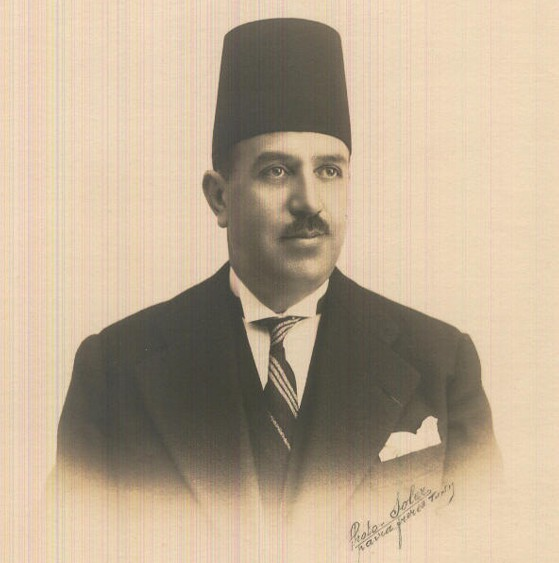
الطاهر بن عمار الوزير الأكبر 1954-1956

- حسين خوجة : 1822-1829
- شاكير صاحب الطابع : 1829 -1837
- مصطفى صاحب الطابع : 1837 - 1855
- مصطفى خزندار : 1855 - 1873
- خير الدين باشا : 1873- 1877
- محمد خزندار : 1877- 1878
- مصطفى بن إسماعيل : 1878- 1881
- محمد خزندار: 1881- 1882
- محمد العزيز بوعتور: 1882 - 1907
- محمد الجلولي: 1907- 1908
- يوسف جعيط : 1908- 1915
- محمد الطيب الجلولي : 1915- 1922
- مصطفى الدنقزلي: 1922- 1926
- خليل بوحاجب : 1926 - 1932
- الهادي الأخوة: 1932- 1942
- محمد شنيق: 1943- 1943
- صلاح الدين البكوش: 1943- 1947
- مصطفى الكعاك: 1947- 1950
- محمد شنيق : 1950- 1952
- صلاح الدين البكوش: 1952- 1954
- محمد الصالح مزالي: 1954- 1954
- الطاهر بن عمار : 1954- 1956
- الحبيب بورقيبة : 1956- 1957

## انظر كذلك
- وزارة البحرية (تونس).
- وزارة الحرب (تونس).
- الوزارة الأولى (تونس)
- قائمة الوزراء الأولين (تونس)